# Potkalinje
Potkalinje es un pueblo de la municipalidad de Bosanska Krupa, en el cantón de Una-Sana, Bosnia y Herzegovina.

## Superficie
Posee una superficie de 12,09 kilómetros cuadrados.

## Demografía
Hasta 2013 la población era de 45 habitantes, con una densidad de población de 3,7 habitantes por kilómetro cuadrado.